# Ich heiße Ki
Ich heiße Ki (Originaltitel: Ki) ist ein polnischer Film von Leszek Dawid aus dem Jahr 2011. Der Film kam am 26. November 2015 in die deutschen Kinos.

## Handlung
Kinga, genannt Ki, gibt sich gern jugendlich, hat aber bereits einen 2-jährigen Sohn, Pio. Davon will sie sich in ihrer Freiheit jedoch nicht einschränken lassen, denn nichts stört sie mehr als der Stempel „alleinerziehende Mutter“. So zieht sie wie gewohnt nachts von einer Party zur nächsten und versucht so gut es geht, nicht an ihre unbezahlten Rechnungen zu denken.
Ki lebt seit der Trennung von Pios Vater Anto in einer WG mit dem genügsamen Miko, der ihr die Erziehung ihres Sohnes nicht abnehmen kann, so sehr sie sich auch hin und wieder Unterstützung erhofft. Sie gerät bei der Organisation der Partys, ihrer zahlreichen Nebenjobs und der Erziehung von Pio zunehmend in Schwierigkeiten, sodass schließlich das Sozialamt vor der Tür steht. Sie sieht sich gezwungen, endlich neue Prioritäten zu setzen.

## Kritik
Der Filmdienst urteilt: „Mit bewegter Kamera und pointierter Montage zeichnet der Film die Lebensträume junger Menschen in Polen, ihr Bedürfnis nach Freiheit, Unabhängigkeit und einem selbstbestimmten Leben nach, wobei die authentisch und psychologisch präzise gezeichnete, kraftvoll gespielte Titelfigur ebenso fasziniert wie abstößt. Zugleich beschreibt der Film das gesellschaftliche Umfeld, das von Hilflosigkeit, Selbstsucht, Bequemlichkeit und Feigheit geprägt ist.“

## Auszeichnungen
Roma Gąsiorowska gewann beim Polnischen Filmfestival Gdynia 2011 den Goldenen Löwen als beste Darstellerin. Zudem erhielt sie eine Nominierung als beste Hauptdarstellerin beim Polnischen Filmpreis 2012, wo auch die beste Nachwuchsleistung (Leszek Dawid) und der beste Schnitt (Jarosław Kamiński) nominiert wurden. Beim polnischen Filmfestival Camerimage lief der Film 2011 im Wettbewerb und erhielt dort eine Nominierung für das beste Kameradebüt (Łukasz Gutt).